# Fukuoka International Women's Cup 2013
Il Fukuoka International Women's Cup 2013 è stato un torneo di tennis facente parte della categoria ITF Women's Circuit nell'ambito dell'ITF Women's Circuit 2013. È stata la 13ª edizione del torneo che si è giocata a Fukuoka in Giappone dal 6 al 12 maggio 2013 su campi in erba e aveva un montepremi di $50,000.

## Partecipanti

### Teste di serie
| Nazionalità | Giocatrice              | Ranking* | Testa di serie |
| ----------- | ----------------------- | -------- | -------------- |
| Cina        | Zheng Saisai            | 152      | 1              |
| Giappone    | Erika Sema              | 175      | 2              |
| Australia   | Monique Adamczak        | 189      | 3              |
| Giappone    | Yurika Sema             | 198      | 4              |
| Kazakistan  | Zarina Dijas            | 208      | 5              |
| Thailandia  | Varatchaya Wongteanchai | 218      | 6              |
| Russia      | Ksenija Lykina          | 231      | 7              |
| Svizzera    | Amra Sadiković          | 233      | 8              |

- Ranking al 29 aprile 2013.

### Altre partecipanti
Giocatrici che hanno ricevuto una wild card:
- Nao Hibino
- Yumi Miyazaki
- Riko Sawayanagi
- Akiko Yonemura

Giocatrici che sono passate dalle qualificazioni:
- Mana Ayukawa
- Eri Hozumi
- Akiko Ōmae
- Kaori Onishi
- Haruka Kaji (lucky loser)
- Miki Miyamura (lucky loser)

## Vincitrici

### Singolare
Ons Jabeur ha battuto in finale  An-Sophie Mestach con il punteggio di 7–6(2), 6–2

### Doppio
Junri Namigata /  Erika Sema hanno battuto in finale  Rika Fujiwara /  Akiko Ōmae con il punteggio di 7–5, 3–6, [10–7]